# Kaiju No. 8
Kaiju No. 8 (怪獣8号 Kaijū 8-gou?), también conocido como 8Kaijuu o Monster #8, es una serie de manga japonés escrito e ilustrado por Naoya Matsumoto. Comenzó a publicarse el 3 de julio de 2020 en la revista digital Shōnen Jump+ Shūeisha. VIZ Media obtuvo la licencia de la serie para su lanzamiento en inglés en América del Norte. Una adaptación de la serie al anime de Production I.G se estrenó el 13 de abril de 2024.
En agosto de 2022, el manga tenía más de 8 millones de copias en circulación. La serie ha sido elogiada por su premisa, personajes y arte.

## Argumento
Japón es constantemente invadido por criaturas llamadas “kaiju”, Monstruos de diferentes formas y tamaños que causan catástrofes y destrucción donde quiera que van. Debido a ello, existe el "Cuerpo de Defensa", un servicio que se encarga de aniquilar y asesinar a los kaijuu cuando llegan a las ciudades, y el "Monster Sweeper", un servicio que se encarga de limpiar los cadáveres de los kaijuu en las ciudades cuando estos son exterminados por el Cuerpo de Defensa. Kafka Hibino es un hombre de 32 años que trabaja en "Monster Sweeper", pero que anteriormente aspiraba a trabajar en el Cuerpo de Defensa, pero se rindió con el paso de los años, de hecho, había hecho una promesa en su niñez con su amiga de la infancia de entrar al cuerpo y combatir juntos, pero en este punto, el ya lo veía imposible. La vida de Kafka cambia cuando un nuevo chico llega al Monster Sweeper, Reno Ichikawa, quien tiene la intención de trabajar en ese lugar para adquirir experiencia con los kaijuu y entrar en el Cuerpo de Defensa. Luego de su primer trabajo junto a Reno, quien motiva a Kafka a entrar en el Cuerpo de Defensa, Kafka decide retomar su sueño y cumplir su promesa, hasta que ambos son atacados por un kaijuu residual y terminan en el hospital. En ese momento, un kaijuu pequeño y volador aparece y se mete en el cuerpo de Kafka por su boca, otorgándole a este la capacidad de transformarse en un kaijuu. Ahora, Kafka, quien es conocido públicamente en su forma kaijuu como el "Kaijuu No. 8" (debido a ser el octavo kaijuu con más de 9.0 de fortitud en aparecer en la historia), deberá evitar a toda costa revelar su identidad de kaijuu si quiere cumplir su sueño y cumplir su promesa.

## Personajes
Kafka Hibino (日比野 カフカ Hibino Kafka?)
 Seiyū: Masaya Fukunishi, Omar Sánchez (español latino), Mario Ballart (español castellano)
Es un hombre de 32 años que trabaja en "Monster Sweeper", el servicio público que se especializa en la limpieza de cadáveres de kaijuu, una vez que estos son asesinados por el cuerpo de Defensa. Kafka siempre deseó entrar en el Cuerpo de Defensa para luchar contra los kaijuu y evitar las catástrofes y destrucción que estos causan. De hecho, había hecho una promesa con una amiga de la infancia cuando eran niños, diciendo que ambos lograrían entrar al cuerpo, y ver quién lo haría primero, sin embargo, Hibino abandona ese sueño con el paso de los años, hasta que un día, un nuevo trabajador entra en Monster Sweeper, llamado Reno Ichikawa, quien desea entrar en el cuerpo de defensa y trabajar en Monster Sweeper principalmente para adquirir experiencia con los kaijuu. Kafka en un principio no se lleva bien con él, pero al final, Reno termina inspirando a Kafka a recuperar su sueño y aspirar nuevamente a entrar en el cuerpo de defensa.
Luego del ataque de un kaijuu residual, que termina con Kafka y Reno heridos y en una sala de hospital, de repente aparece un pequeño kaijuu volador enfrente de Kafka, que le dice "Te encontré", y procede a meterse por la boca en el cuerpo de este, haciendo que Kafka obtenga la capacidad de transformarse en un kaijuu.
En su forma de kaijuu, Kafka tiene una extraordinaria fuerza, capaz de matar a un kaijuu normal de un solo golpe, al igual que la capacidad de transformarse y destransformarse cuando quiera, aunque algunas veces se transforma sin darse cuenta. Por lo demás, Kafka no tiene buenas habilidades física en su forma humana, pero tiene un gran conocimiento sobre los kaijuu y la biología de estos, que puede serle útil en alguna que otra ocasión.
Kafka siempre intenta mantener oculto su perfil de kaijuu, ya que al ser conocido en su forma kaijuu públicamente como el "Kaijuu No. 8" (esto se debe a ser el octavo kaijuu en pasar la fortitud de 9.0 en la historia), eventualmente el Cuerpo de Defensa trataría de exterminarlo y no podría cumplir su sueño. Quienes conocen ese secreto son Reno y Kikoru Shinomiya.
Kafka tiene una personalidad algo infantil, pero cómica. Sin embargo, siempre actúa serio y determinado en las situaciones serias o complicadas y trata de dar lo mejor de sí para ayudar o salvar a otros, incluso si eso conlleva el revelar su forma de kaijuu.
Mina Ashiro (亜白 ミナ Ashiro Mina?)
 Seiyū: Asami Setō, Casandra Acevedo (español latino), por confirmar (español castellano)
Es la capitana de la III División del Cuerpo de Defensa, considerada una leyenda total. Mina es en realidad la persona con la que Kafka hizo su promesa cuando eran niños. En un principio, ella se encuentra molesta porque el "rompió" su promesa, pero más tarde se alegra de ver que el no se ha rendido y continúa aspirando a su sueño y cumplir su promesa. Es una persona seria, responsable y pocas veces muestra expresión alguna cuando está en su trabajo.
Reno Ichikawa (市川 レノ Ichikawa Reno?)
 Seiyū: Wataru Katō, Armando Corona (español latino), Héctor Garcia (español castellano)
Es un nuevo trabajador que entra en "Monster Sweeper" para adquirir experiencia con los kaijuu antes de intentar entrar en el Cuerpo de Defensa, es una persona algo ambiciosa, teniendo como meta principal entrar en el Cuerpo de Defensa, pero también es amable, tranquilo y siempre trata de ayudar a los demás. Tiende a regañar a Kafka cuando hace algo mal o algo que podría revelar su identidad, pero en realidad, Ichikawa le tiene un gran cariño.
En un principio no tiene buena relación con Kafka, pero con el transcurso de su primer trabajo junto a él, se empiezan a llevar un poco mejor, hasta el punto en el que Reno motiva Kafka para que entre en el cuerpo de Defensa. Luego de que ambos sean atacados por un kaijuu residual, terminan en el hospital, y Reno presencia la transformación de Kafka en kaijuu, este siempre intenta ayudarlo a mantener su perfil de kaijuu bajo, hasta el punto en que se plantea la meta de ser más fuerte para evitar que Kafka deba transformarse y delatarse.
Reno tiene un gran potencial como miembro del Cuerpo de Defensa, solo por debajo de Shinomiya Kikoru.
Kikoru Shinomiya (四ノ宮 キコル Shinomiya Kikoru?)
 Seiyū: Fairouz Ai, Karla Tovar (español latino), Clara Schwarze (español castellano)
Es una de las rivales de Kafka y Reno cuando estos intentan entrar en el Cuerpo de Defensa. Entre todos los novatos del cuerpo, Shinomiya es la mejor; es muy ágil, muy fuerte, poderosa, y determinada, aunque tiene una confianza un poco excesiva y una mentalidad algo arrogante. Además, proviene de una familia rica. Siempre suele menospreciar a Kafka, quién es el peor novato de todos en aptitudes físicas.
Shinomiya en su niñez, fue criada por su padre para "ser perfecta", superar todos los límites de una persona promedio y destacar más que nadie, esto conlleva a que Shinomiya no puede permitirse cometer fallos ni mucho menos ser derrotada, teniendo la mentalidad de que debe salvar a todos ella sola.
En la prueba para convertirse en una Miembro del Cuerpo de Defensa, Kikoru es atacada por un Misterioso kaijuu con consciencia propia y que de hecho puede hablar, este le perfora el pecho y antes de que acabase siendo asesinada, Kafka la salva y derrota al kaijuu principal de la Prueba en su forma kaijuu (aunque el kaijuu que la atacó anteriormente escapó). Cuando Kikoru habla con Reno y Kafka tiempo después, promete guardar el secreto de su forma kaijuu. Después de esto, ella tiene más confianza y expectativa en él, dejándolo de ver como un inútil.
Soushiro Hoshina (保科宗四郎 Hoshina Sōshirō?)
 Seiyū: Kengo Kawanishi, Bruno Coronel (español latino), por confirmar (español castellano)
Es el vicecapitán, o capitán adjunto, de la III División y la mano de derecha de la capitana Ashiro. A primeras parece un tipo relajado y gracioso llevando siempre una expresión jovial en el rostro. Sin embargo, él en realidad es una persona extremadamente dedicada y leal a la tercera división. En combate, Soushiro es completamente implacable, serio y no se detiene hasta cumplir con éxito su misión de eliminar a su objetivo, mostrando una voluntad inquebrantable. Es muy devoto a la capitana Ashiro ya que fue la única que reconoció su talento con la espada y le permitió unirse al Cuerpo de Defensa. Es el segundo miembro más fuerte de la III División, cuando Ashiro no está presente en el campo de batalla, Soushiro es el que toma el mando  y se encarga de comandar a toda la división. Es un maestro espadachín, siendo descendiente de una familia de samuráis desde el Periodo Edo, sin embargo, todos le decían que le sería imposible ser un miembro del Cuerpo de Defensa ya que los kaijuu constantemente aumentan de tamaño y contextura física. A pesar de esto, Soushiro es capaz de enfrentarse a los kaijuu principales y dejarlos severamente heridos ganando tiempo para que Ashiro pueda rematarlos con facilidad.
Iharu Furuhashi (古橋伊春 Furuhashi Iharu?)
 Seiyū: Yūki Shin
Un nuevo recluta que se une la III División junto a Kafka, Reno y Kikoru. Él y Reno pasan a formar parte del mismo pelotón y desarrollan una rivalidad a lo largo de su entrenamiento.
Haruichi Izumo (ハルイチ出雲 Izumo Haruichi?)
 Seiyū: Keisuke Koumoto
Un nuevo recluta de la III División y descendiente de la familia Izumo que dirige la corporación Izumo Tech que desarrolla equipos para las Fuerzas de Defensa.
Aoi Kaguragi (神楽木葵 Kaguragi Aoi?)
 Seiyū: Shunsuke Takeuchi
Un oficial del JSDGF que se une a la III División y pasa a formar parte del mismo pelotón que Haruichi.
Isao Shinomiya (四ノ宮 功 Shinomiya Isao?)
El director general de las Fuerzas de Defensa y padre de Kikoru, considerado uno de los combatientes más fuertes en la historia de las Fuerzas de Defensa. Isao usa el arma Numbers 2 hecha a partir de los restos del Kaiju No. 2 en forma de una armadura poderosa y guanteletes, lo que le da una fuerza sobrehumana y la capacidad de usar explosiones sónicas. Isao comienza a enseñarle a Kikoru cómo luchar contra los kaiju después de la muerte de su esposa, Hikari.
Konomi Okonogi (小此木このみ Okonogi Konomi?)
 Seiyū: Sayaka Senbongi
La operadora principal de la III División que proporciona información a los oficiales de campo. Su equipo de operaciones monitorea la producción de energía del traje de los oficiales y también puede eliminar sus limitadores, lo que permite a los oficiales utilizar mayores potencias.
Gen Narumi (鳴海 弦 Narumi Gen?)
El capitán de la I División de las Fuerzas de Defensa. Se le considera el capitán activo más fuerte de las Fuerzas de Defensa. Gen usa el arma Numbers 1 hecha a partir de los restos del Kaiju No. 1. El arma toma la forma de una armadura motorizada y un par de implantes de retina que le dan a Gen la capacidad de predecir los movimientos del enemigo, permitiéndole siempre lanzar sus ataques. Su arma personal es un rifle con bayoneta.
Kaiju No. 9 (怪獣９号 Kaijū 9-gō?)
Un kaiju humanoide inteligente que puede crear otros kaiju y absorber humanos, tomando su apariencia y sus recuerdos. El No. 9 se infiltra en la sociedad disfrazándose de humano y orquesta la mayoría de las catástrofes que le suceden a las Fuerzas de Defensa. Absorbe a Isao Shinomiya y su arma Numbers 2, lo que aumenta enormemente su fuerza y capacidad para crear kaiju más fuertes.
Kaiju No. 10 (怪獣10号 Kaijū 10-gō?)
Un kaiju humanoide inteligente que lidera un ataque a la base de la III División. Finalmente, Soshiro Hoshina y Mina Ashiro lo derrotan y lo apresan. Mientras está encarcelado, No. 10 revela que fue creado por No. 9 y pide que lo conviertan en un arma de Numbers para que la use Soshiro Hoshina. Es el primer kaiju que se convierte en un arma de Numbers mientras aún está vivo y conserva su sensibilidad. El No. 10 tiene un nivel máximo de fortaleza de 9,0.

## Producción
Antes de escribir Kaiju No. 8, Naoya Matsumoto fue autor de una serie titulada Nekowappa! que debutó en la Weekly Shōnen Jump de Shueisha el 9 de noviembre de 2009. La serie fue una continuación de un one-shot que Matsumoto escribió para el festival JG1 One-Shot. Publicó otro one-shot titulado Shikai Enbu en la edición de primavera de 2012 de la Jump Giga (entonces conocido como Jump Next) antes de comenzar su segunda serialización con Pochi Kuro que debutó en la aplicación y el sitio web Shōnen Jump+ de Shueisha en 2014.
Matsumoto afirmó que Kaiju No. 8 fue influenciado por medios tokusatsu como la serie Ultraman, específicamente Ultraseven (1967), así como Shin Godzilla (2016). Su objetivo era crear una historia que siguiera a un protagonista que tiene que lograr su objetivo mientras oculta su monstruosa identidad de una organización hostil de la que también forma parte, viéndolo como un concepto entretenido. Matsumoto describió Kaiju No. 8 como “un trabajo desafiante” que le permitió alejarse de sus historias habituales. Según el editor jefe adjunto de Shōnen Jump+, Seijiro Nakaji, Kaiju No. 8 fue un desarrollo inesperado de las habituales historias de fantasía de Matsumoto. Nakaji dijo que Matsumoto, como fanático del tokusatsu, se sentía atraído por los protagonistas arquetípicos del género "que adquieren habilidades extraordinarias y se convierten en héroes, pero también soportan el peso de la lucha interior como consecuencia". Nakaji dijo que planeaban avanzar la historia de dos maneras: "una en la que Kafka lleva una vida normal mientras oculta su verdadera identidad, y la otra en la que persigue su sueño incluso después de convertirse en un monstruo", y Matsumoto optó por la última opción desde el principio. Matsumoto tiene como objetivo crear diseños de página que sean fáciles de seguir, especialmente en teléfonos inteligentes, debido a que el manga se lanza digitalmente. Se inspira en criaturas mitológicas, animales y plantas al diseñar kaijus.
Matsumoto trabaja con tres asistentes para la serie: Osamu Koiwai, responsable del arte de fondo, Jiro Sakura, que realiza el "trabajo de acabado" y Mantohihi Binta, a quien se le atribuye el diseño de armas. Para el arte de fondo, Matsumoto prepara un guion gráfico que proporciona composiciones de los paneles de un capítulo que se envían a Koiwai. Discuten cómo abordar la escena, tras lo cual Koiwai prepara un borrador para la aprobación de Matsumoto. Una vez aprobado el borrador, Koiwai puede proceder a producir la versión final de los fondos. Koiwai tarda entre 3 y 4 días en completar los fondos de un capítulo. Koiwai comparte el proceso de creación de fondos en YouTube.

## Contenido de la obra

### Manga
Kaiju No. 8 está escrito e ilustrado por Naoya Matsumoto. La serie comenzó en la aplicación y el sitio web Shōnen Jump+ de Shueisha el 3 de julio de 2020. En agosto de 2020, Matsumoto y Kaiju No. 8 adoptaron un cronograma en el que se publica un nuevo capítulo durante tres semanas, seguido de una semana de descanso. Shueisha ha recopilado sus capítulos individuales en volúmenes tankōbon. El primer volumen se lanzó el 4 de diciembre de 2020. Un video promocional, presentado como un programa de noticias, se mostró en la pantalla grande de Yunika Vision en la estación Seibu-Shinjuku del 4 al 10 de diciembre de 2020.
La serie es publicada simultáneamente en español por Shūeisha en su sitio web y aplicación Manga Plus tal como se publica en Japón, bajo el título 8Kaijuu. También se publica simultáneamente en inglés por VIZ Media bajo el título Kaiju No. 8.
Planeta Cómic obtuvo la licencia del manga en España.
Un manga spin-off ilustrado por Kentaro Hidano, titulado Kaiju No. 8 Side B (怪獣8号 side B?), comenzó su serialización en Shōnen Jump+ el 5 de enero de 2024. A Matsumoto y Keiji Andō se les atribuye el trabajo original.
Otro manga spin-off, ilustrado por Kizuku Watanabe, titulado Kaiju No. 8 Relax, comenzó su serialización en Saikyō Jump el 4 de junio de 2024 y en Shōnen Jump+ el 7 de junio del mismo año.

#### Kaiju No. 8
| Volúmenes de manga publicados | Volúmenes de manga publicados | Volúmenes de manga publicados | Volúmenes de manga publicados | Volúmenes de manga publicados |
| Número                        | Fecha de lanzamiento          | ISBN                          | Fecha de publicación          | ISBN                          |
| ----------------------------- | ----------------------------- | ----------------------------- | ----------------------------- | ----------------------------- |
| 1                             | 4 de diciembre de 2020        | ISBN 978-4-08-882525-0        | 31 de agosto de 2022          | ISBN 978-84-9174-837-3        |
| 2                             | 4 de marzo de 2021            | ISBN 978-4-08-882611-0        | 14 de septiembre de 2022      | ISBN 978-84-1112-854-4        |
| 3                             | 4 de junio de 2021            | ISBN 978-4-08-882671-4        | 23 de noviembre de 2022       | ISBN 978-84-1112-856-8        |
| 4                             | 3 de septiembre de 2021       | ISBN 978-4-08-882815-2        | 25 de enero de 2023           | ISBN 978-84-1112-857-5        |
| 5                             | 3 de diciembre de 2021        | ISBN 978-4-08-882872-5        | 22 de marzo de 2023           | ISBN 978-84-1140-260-6        |
| 6                             | 4 de marzo de 2022            | ISBN 978-4-08-883053-7        | 24 de mayo de 2023            | ISBN 978-84-1140-261-3        |
| 7                             | 4 de julio de 2022            | ISBN 978-4-08-883170-1        | 13 de septiembre de 2023      | ISBN 978-84-1140-262-0        |
| 8                             | 4 de noviembre de 2022        | ISBN 978-4-08-883305-7        | 22 de noviembre de 2023       | ISBN 978-84-1140-263-7        |
| 9                             | 3 de marzo de 2023            | ISBN 978-4-08-883443-6        | 7 de febrero de 2024          | ISBN 978-84-1161-088-9        |
| 10                            | 4 de agosto de 2023           | ISBN 978-4-08-883613-3        | 3 de abril de 2024            | ISBN 978-84-1161-143-5        |
| 11                            | 4 de diciembre de 2023        | ISBN 978-4-08-883747-5        | 10 de septiembre de 2024      | ISBN 978-84-1161-278-4        |
| 12                            | 4 de abril de 2024            | ISBN 978-4-08-883898-4        | 12 de febrero de 2025         | ISBN 978-84-1161-693-5        |
| 13                            | 4 de julio de 2024            | ISBN 978-4-08-884160-1        | 16 de julio de 2025           | ISBN 978-84-1161-938-7        |
| 14                            | 1 de noviembre de 2024        | ISBN 978-4-08-884315-5        | —                             | —                             |
| 15                            | 4 de marzo de 2025            | ISBN 978-4-08-884492-3        | —                             | —                             |
| 16                            | 4 de septiembre de 2025       | ISBN 978-4-08-884726-9        | —                             | —                             |

#### Kaiju No. 8 Side B
| Volúmenes de manga publicados | Volúmenes de manga publicados | Volúmenes de manga publicados |
| Número                        | Fecha de lanzamiento          | ISBN                          |
| ----------------------------- | ----------------------------- | ----------------------------- |
| 1                             | 4 de abril de 2024            | ISBN 978-4-08-884010-9        |
| 2                             | 4 de octubre de 2024          | ISBN 978-4-08-884271-4        |

#### Kaiju No. 8 Relax
| Volúmenes de manga publicados | Volúmenes de manga publicados | Volúmenes de manga publicados |
| Número                        | Fecha de lanzamiento          | ISBN                          |
| ----------------------------- | ----------------------------- | ----------------------------- |
| 1                             | 1 de noviembre de 2024        | ISBN 978-4-08-884312-4        |
| 2                             | 4 de abril de 2025            | ISBN 978-4-08-884418-3        |

### Novela ligera
El 4 de noviembre de 2022 se lanzó una novela ligera de 4 capítulos con una historia paralela, escrita por Keiji Ando e ilustrada por el autor del manga original, Naoya Matsumoto.

### Anime
El 4 de agosto de 2022, se anunció que el manga recibiría una adaptación al anime. La serie está animada por Production I.G, con Studio Khara supervisando los diseños y arte de los kaiju, dirigida por Shigeyuki Miya y Tomomi Kamiya, con guiones de Ichirō Ōkouchi, diseños de personajes y dirección principal de animación de Tetsuya Nishio, dirección de arte de Shinji Kimura, diseños de monstruos de Mahiro Maeda y música compuesta por Yuta Bando. Se estrenó el 13 de abril de 2024 en TV Tokyo y sus afiliados y también se transmite simultáneamente en X mientras se transmite en Japón. El tema de apertura es «Abyss», interpretado por Yungblud, mientras que el tema de cierre es «Nobody», interpretado por OneRepublic. Crunchyroll obtuvo la licencia de la serie fuera de Asia.
El 13 de marzo de 2024, Crunchyroll anunció que la serie recibiría ambos doblajes tanto en español latino como en castellano.
En junio de 2024 se anunció una secuela. En agosto de 2024, se anunció que sería una segunda temporada. Se estrenó el 19 de julio de 2025. También se anunció que una película recopilatoria de la primera temporada y un episodio original protagonizado por Soshiro Hoshina, se proyectarán juntas en los cines japoneses durante tres semanas a partir del 28 de marzo de 2025. Crunchyroll y Sony Pictures Entertainment proyectarán la película en España el 9 de mayo de 2025, y en Latinoamérica el 10 de abril de 2025.

### Otros medios
Kafka Hibino aparece como personaje jugable en el videojuego Captain Velvet Meteor: The Jump+ Dimensions que se lanzó en Nintendo Switch el 28 de julio de 2022.

## Recepción

### Popularidad
Según Yūta Momiyama, editor en jefe adjunto de Shōnen Jump+, Kaiju No. 8, junto con Spy × Family, han sido muy populares y les está yendo especialmente bien en el servicio Manga Plus. En diciembre de 2020, se informó que Kaiju No. 8 superó los 30 millones de visitas, lo que la convierte en la serie Shōnen Jump+ más rápida en lograr esta hazaña, y cada nuevo capítulo publicado supera el millón de visitas. En febrero de 2021, la serie alcanzó los 70 millones de visitas. En abril de 2021, la serie alcanzó más de 100 millones de visitas. La serie ocupó el puesto número 10 en la lista "Manga que Quiero Ver Adaptado al Anime" de AnimeJapan de 2022.

### Manga
The School Library Journal incluyó el primer volumen de Kaiju No. 8 como uno de los 10 mejores mangas de 2021. Ocupó el tercer lugar en la lista Kono Manga ga Sugoi! de 2022 de los mejores manga para lectores masculinos de Takarajimasha!. La serie ocupó el segundo lugar en los cómics recomendados por los empleados de la librería nacional de 2022. La serie fue incluida en la lista de Polygon de los mejores cómics de 2021, en la lista de Kotaku de las 11 mejores series de manga de 2021 y en la lista de The Fandom Post de las 12 mejores series de manga de 2020.

#### Ventas
El primer volumen de la serie vendió 90.831 copias en su primera semana, y 69.404 copias en su segunda semana. A diciembre de 2020, los primeros volúmenes tenían más de 430.000 copias en circulación (impresas y digitales). En enero de 2021, se informó que la serie es el nuevo manga más vendido de 2020, en solo 28 días desde que se publicó el primer volumen. En marzo de 2021, el manga tenía más de 1 millón de copias impresas físicamente y 200 000 copias vendidas digitalmente, lo que la convierte en la serie Shōnen Jump+ más rápida en alcanzar 1 millón de copias en circulación, y 20 días después alcanzó 1,5 millones de copias en circulación. Para junio de 2021, el manga tenía 2,5 millones de copias en circulación, y a mediados de mes alcanzó los 3 millones de copias. A partir de septiembre de 2021, el manga tenía más de 4 millones de copias en circulación; más de 5,5 millones de copias en circulación; más de 6,7 millones de copias en circulación en marzo de 2022; más de 7,8 millones de copias en circulación en julio de 2022; más de 8 millones de copias en circulación en agosto de 2022; más de 10 millones de copias en circulación para diciembre de 2022; y más de 11 millones de copias en circulación en marzo de 2023.
Los volúmenes quinto y sexto de la serie estuvieron entre los 30 volúmenes de manga más vendidos de 2022. El noveno volumen estuvo entre los volúmenes de manga más vendidos de 2023.
Los volúmenes individuales figuran en la lista mensual de NPD Bookscan desde 2021,y en la lista mensual de libros gráficos y manga más vendidos de The New York Times desde 2022. El primer volumen de la serie vendió 118.000 copias en Estados Unidos en 2022.
En Francia, la serie vendió 22.041 copias en su primera semana, lo que la convirtió en el debut de manga más vendido en Francia.En abril de 2023, la serie vendió 888.888 copias en Francia. En Italia, el primer volumen tuvo una primera tirada de 245.000 ejemplares (incluidas varias ediciones), superando a Kimetsu no Yaiba, que tiene 200.000 ejemplares en circulación por volumen.

#### Recepción de la crítica
El primer volumen de la serie ha sido recibido positivamente por varias publicaciones. Se ha elogiado el arte de Naoya Matsumoto, que ha sido descrito como "hermoso e increíblemente detallado", y por su uso de las páginas desplegables, "pasos de página", y diseños de kaiju. Kafka Hibino ha sido especialmente señalado como un personaje entrañable, y de un aspecto novedoso de la serie debido a su edad. La serie también ha sido elogiada por su comedia. Sin embargo, el primer volumen recibió algunas críticas por su comienzo formulista, así como una calidad artística inconsistente y un ritmo rápido que sacrifica el desarrollo del personaje.

### Premios y nominaciones
| Año  | Premios                                  | Categoría                                                        | Resultado     | Refs.           |
| ---- | ---------------------------------------- | ---------------------------------------------------------------- | ------------- | --------------- |
| 2021 | 14.ª Edición Manga Taishō                | Gran Premio                                                      | 6.ª Posición  | [ 132 ] [ 133 ] |
| 2021 | 5.ª Edición Tsutaya Comic Award          | Próximo hit                                                      | 2.ª Posición  | [ 134 ]         |
| 2021 | Geeks d'Ouro                             | Mejor serie de manga                                             | Ganador       | [ 135 ]         |
| 2021 | Tokyo's New Manga Award                  | Mejor manga                                                      | Ganador       | [ 136 ]         |
| 2021 | 7.ª Edición Next Manga Award             | Manga web                                                        | Ganador       | [ 137 ]         |
| 2021 | 7.ª Edición Ayumi Comic Award            | Gran Premio                                                      | Ganador       | [ 138 ]         |
| 2021 | Da Vinci 21st Annual Book of the Year    | Libro del año                                                    | 12.ª Posición | [ 139 ]         |
| 2022 | 26.ª Edición Tezuka Osamu Cultural Prize | Premio Cultura                                                   | Nominado      | [ 89 ]          |
| 2022 | eBook Initiative Japan Manga Award       | Gran Premio                                                      | Ganador       | [ 140 ]         |
| 2022 | Premio Eisner                            | Mejor Edición Estadounidense de Material Extranjero-Japón / Asia | Nominado      | [ 141 ]         |
| 2022 | Da Vinci 22nd Annual Book of the Year    | Libro del año                                                    | 26.ª Posición | [ 142 ]         |